# رينات هوي
رينات هوي (بالألمانية: Renate Hoy)‏ هي متسابقة ملكة الجمال وعارضة وممثلة ألمانية، ولدت في 31 ديسمبر 1930 في لودفيغسهافن في ألمانيا.

## وصلات خارجية
- رينات هوي على موقع IMDb (الإنجليزية)
- رينات هوي على موقع أول موفي (الإنجليزية)